# Damien Glez
Damien Glez, signant parfois sous le pseudonyme de Rox, né le 13 juin 1967, est un dessinateur de presse franco-burkinabè, parolier et scénariste de séries télévisuelles.

## Dessin de presse
Né en 1967 en France, ayant grandi en Lorraine, diplômé de Sup de Co Bordeaux, il est amené à vivre au Burkina-Faso à la fin des années 1980, comme coopérant-enseignant, et adopte véritablement ce pays, où il s'installe. En 1991, il cofonde un hebdomadaire satirique, le Journal du jeudi. Pendant 25 ans, il en est le directeur de publication délégué. Il se marie avec une cinéaste burkinabè, Aminata Diallo Glez. Dessinateur-éditorialiste, il est également auteur de comic strip, tel que Divine comedy diffusé par WittyWorld et édité par Rouquemoute. Il est membre du réseau Cartooning for peace.
Les  dessins de Damien Glez sont publiés régulièrement dans Le Journal du Jeudi (Burkina Faso), Rolling Stone (France), Vita Non Profit Magazine (Italie), Slate Afrique (France), afronline.org (Italie), World Policy Journal (États-Unis), The Africa report (Afrique), Jeune Afrique (France-Afrique), Habari RDC, etc. Ils ont également été publiés dans de nombreux journaux français et étrangers (Le Monde, Libération, Courrier international, L'Echo des Savanes, Le Point, Le 1, Afrique magazine, Benbere, etc.) et diffusés sur diverses chaînes télévisées (TV5, RTB, France 24, CNN, etc.). Ils ont en outre été utilisés par plusieurs maisons d'édition,, (Hatier, Belin, Plon, Retz, Larousse-Bordas, Dray, Uitgeverij Pelckmans, Ernst Klett Sprachen GmbH, éditions du Jaguar, Éditions des écrivains, Éditions Magnard, Éditions da Rocha, Cerf...).
Ils ont été primés au festival BD'Farafina 2002 (Mali), à la Premios Muestra Internacional de Humor Grafico de FECO Argentina, au Salon international  du livre et de la presse de Genève 2006, à la Cartoon/caricature Competition de Banja Luka (Bosnie-Herzégovine, 2008), à la Hadaf Somalia International Cartoon Competition en 2011, à la premio Satira Politica de Forte Dei Marmi en 2016 et au Sommet Désertif'actions 2019.
En 2014, Damien Glez apparaît dans le documentaire Caricaturistes, fantassins de la démocratie de Stéphanie Valloato, en sélection officielle au Festival de Cannes.
La même année, pour la chaîne de télévision Arte, il réalise le BD-reportage Breidjing, la vie suspendue dans un camp de réfugiés du Darfour.

## Écriture
Époux de la comédienne et réalisatrice burkinabè Aminata Diallo Glez, Damien Glez devient lui-même scénariste, notamment des séries télévisées “Trois hommes, un village”, “Trois femmes, un village”, “Bienvenue à Kikidéni” saison 1 et saison 2 et “Super flics” saison 1 et saison 2.
En 2001, il cosigne le documentaire « La filière des médicaments au Niger ».
Il est rédacteur d'articles pour la presse écrite (Jeune Afrique, Slate, Courrier international, Le Monde, World Policy Journal...).
Il est auteur de textes de chansons, notamment pour Bil Aka Kora pour qui il a écrit Sofia, Arithmétique, Frères de mots, Entre terre et terre, No more ou encore Sibiri. Il a également collaboré avec Boloc (Photomatubes Marion Maréchal, Hanouna, Kendji...), Emmanuelle Garda (Une autre histoire, Anonyme...), Ludiane Pivoine (Le parapluie), Malika La Slamazone (Entre terre et terre...) et Smarty (Entre terre et terre...). En 2005, il écrit l'hymne des Jeux de la Francophonie.
En 2021, il publie, aux éditions La Trace, "Noires & blanches", une série de portraits à la fois dessinés et écrits, puis, en 2023, la suite "Noirs & blancs".
De 1992 à 2022, en parallèle de ses activités d'auteur, il était enseignant à l'Unité de formation et de recherches en Sciences de Gestion de l'Université Ouaga II (Université Thomas Sankara).

## Ouvrages
- Un nouveau monde ? D'un siècle à l'autre (Musée d'histoire contemporaine, Courrier international), éditions La Martinière, 2002
- Permis de croquer, un tour du monde en dessin de presse (collectif), Ed. Paris bibliothèques / Seuil, 2008  (ISBN 978-2-02-099035-6)
- Foutez-nous la paix ! (Plantu et les 77 dessinateurs), Beaux-Arts éditions, 2011  (ISBN 978-2-84278-750-9)
- 100 cartoons by Cartooning for Peace for Press Freedom, Reporters Without Borders, 2013  (ISBN 978-2-362200-22-9)
- I have a dream, un nouveau monde se dessine (collectif), éditions Steinkis, 2013  (ISBN 979-10-90090-34-7)
- Caricaturistes, les fantassins de la démocratie (collectif) éditions Actes Sud, 2014  (ISBN 978-2-330-03611-9)
- Réfugiés, cinq pays / cinq camps (collectif d'auteurs) éditions Invenit, 2016
- Détrumpez-vous !  (ISBN 978-2-7424-4941-5), Tous migrants !  (ISBN 978-2-7424-4939-2), Place aux femmes !  (ISBN 978-2-7424-4938-5), Les droits de l'enfant, c'est maintenant !  (ISBN 978-2-7424-6059-5), Alors, ça marche ? (ISBN 978-2-7424-5066-4) et Les inégalités dans la balance (ISBN 978-2-7424-5583-6) (collection "Cartooning for peace") éditions Gallimard, 2017 à 2019
- C'est un monde ! (25 ans de dessins Nord-sud), 2017
- Divine comedy, éditions Rouquemoute, 2018  (ISBN 979-1096708239)
- Ouaga émoi (collectif), éditions Les vives voix, 2019
- Noires & blanches, éditions La Trace, 2021  (ISBN 979-10-97515-52-2)
- Bugs d'Histoire, éditions Iconovox, 2022  (ISBN 978-2-37513-032-2)
- Noirs & blancs, éditions La Trace, 2023  (ISBN 979-10-97515-72-0)
- Bugs de Héros, éditions Iconovox, 2023  (ISBN 978-2-37513-038-4)